# Тересув (Сілезьке воєводство)
Тересув (пол. Teresów) — село в Польщі, у гміні Конецполь Ченстоховського повіту Сілезького воєводства.
Населення — 99 осіб (2011).
У 1975-1998 роках село належало до Ченстоховського воєводства.

## Демографія
Демографічна структура станом на 31 березня 2011 року:
|          | Загалом | Допрацездатний вік | Працездатний вік | Постпрацездатний вік |
| -------- | ------- | ------------------ | ---------------- | -------------------- |
| Чоловіки | 57      | 8                  | 41               | 8                    |
| Жінки    | 42      | 7                  | 21               | 14                   |
| Разом    | 99      | 15                 | 62               | 22                   |